# 전도띠
반도체와 부도체에서 전도띠(傳導-)란 원자가띠보다 높은 전자 에너지의 범위이다. 이 전도띠에 있는 전자는 전기장이 가해지면 쉽게 가속할 수 있어서 전류를 흐르게 한다.

## 같이 보기
- 반도체
- 전도